# Radiópolis
Sistema Radiópolis, S.A. de C.V., conocido simplemente Radiópolis, es una empresa mexicana de comunicaciones por radio y una de las divisiones de Grupo Alemán, a través de Corporativo Coral y del grupo español PRISA a través de PRISA Radio, y fue la división en radio de Televisa como Televisa Radio de 1998 a 2020.

## Historia
El 18 de septiembre de 1930, inicia transmisiones regulares XEW conocida como "La voz de la América Latina desde México", desde sus estudios y oficinas localizados dentro del Cine Olimpia, propiedad del empresario Emilio Azcárraga Vidaurreta, fundador de esta radiodifusora, logrando un impacto tanto nacional como internacional; al ser de las primeras estaciones de radio que darían surgimiento, décadas más tarde a grandes voces como las de Xavier Villaurrutia, Salvador Novo, Alfonso Reyes, Ángel Rabanal, Chucho Elizarraráz, Mauricio Magdaleno y Ricardo López Méndez El Vate, entre otros. También fue cuna de grandes voces musicales como las de Pedro Infante, Agustín Lara, Pedro Vargas, Guty Cárdenas, Lola Beltrán, entre otros; mismos que surgieron de programas que fueron leyenda en la XEW como Sonrisas Colgate, La Hora Nescafé, El cancionero Picot y La Hora del aficionado, entre otros.
No solo la W logró tener éxito con sus comerciales, sino por sus radionovelas. Entre las más populares que se transmitieron en los 50 fueron: Ave sin nido, La vida apasionante de Anita de Montemar, Lo que el viento se llevó, La vida de Gloria, La dramática historia de Francisca Velasco, Los tres Mosqueteros y Chucho el roto, entre muchas otras, las cuales eran seguidas cada tarde por la audiencia que estaba al pendiente de la XEW para seguir estas historias.
XEW fue una de las más grandes "escuelas de locución" al dar a conocer muchas de las que, tiempo después se consolidarían como los mejores locutores de México, entre ellos: Rubén Mercado Rivas, Manuel de la Vega, Pedro de Lille, Miguel Ángel Palomera de la Reé, Marco Tulio García, Jaime Ortiz Pino (†), Mario Agredano, Carlos Amador (†), Enrique "El Perro" Bermúdez (padre del locutor deportivo del mismo nombre), Ramiro Gamboa El tío Gamboín (†), Jorge Marrón El Dr. I. Q. (†), Ignacio Martínez Carpinteiro, Pedro Moreno, Héctor Martínez Serrano (†) y Claudio Lenk (†).
A partir del 1 de octubre de 1952, la estación XEW transmitiría desde la mítica calle de Ayuntamiento 52, en la Ciudad de México, después de haber transmitido desde sus inicios en el Cine Olimpia.
El gran éxito que tendría la XEW en esa época haría que Emilio Azcárraga Vidaurreta fundara una estación más: XEQ el 30 de octubre de 1938. De los micrófonos de ambas estaciones nacieron grandes figuras de la comunicación tales como: Paco Malgesto (†), Pedro Ferriz Santa Cruz, Jacobo Zabludovsky, Daniel Pérez Alcaráz, Roberto Armendáriz, Paco Stanley, entre muchos otros.
En 1947, Emilio Azcárraga Vidaurreta adquirió la concesión de la estación XEX.
El 1 de julio de 1975, se conforma oficialmente el Grupo Radiopolís (ahora Televisa Radio), conformado por XEW, XEQ y XEX (con sus respectivas estaciones en FM, conocidas inicialmente como  WFM Magia Digital, La Tropi Q y Estelar FM, respectivamente en sus inicios) en los edificios de Ayuntamiento 52 y Ayuntamiento 54.
Para el 1 de octubre de 1992, el Grupo Radiopolís (posteriormente Televisa Radio) se muda a Calzada de Tlalpan No. 3000, Colonia Espartaco, Delegación Coyoacán, en la Ciudad de México. La tecnología de los satélites y la fibra óptica fue integrada al moderno complejo radiofónico, que hasta el momento alberga a la Catedral de la Radio.
En ese mismo año, el consorcio de comunicaciones adquiere seis estaciones a ARTSA en Guadalajara, Jalisco, extendiendo así su dominio en el occidente del país. Estas estaciones agrupadas bajo el nombre de radio comerciales son XEZZ-AM Radio Gallito, XEBA-AM La Consentida, XELT-AM La Sabrosita (actualmente operada por la asociación civil Radio María México), XEHL-AM La Poderosa HL (hoy TDW), XEBA-FM Stereo Amor (hoy Ke Buena), y XEHL-FM Sonido 103 (hoy Los 40). Estaciones que junto a XEWK-AM (W Radio Guadalajara), conforman el Grupo Radiopolis Guadalajara (ahora Televisa Radio Guadalajara), uno de los más importantes y de mayor audiencia en el occidente del país.
En 2002, la empresa española PRISA compra el 49% de las acciones de Televisa Radio. Dando como resultado la creación en México de las cadenas radiales W Radio; Los 40 Principales y Bésame Radio.
La empresa GL Radio (ahora PRISA Radio), filial del Grupo PRISA tiene presencia en varios países del continente americano; en México es a través de Televisa Radio.
A mediados de 2011, Televisa Radio ha tomado la decisión de retirar la cadena W Radio a dar paso a la cadena Los 40 Principales que tiene sus plazas en la Ciudad de México (101.7 FM), Guadalajara, Jalisco  (102.7 FM) y Mexicali, Baja California (90.7 FM). En Veracruz, el 5 de diciembre de 2011 entró en las frecuencias 98.9 FM y 900 AM anteriormente estaba en el 101.7 FM que pertenecía al Grupo FM Multimedios (ahora es de Grupo Radio Digital), en San Luis Potosí, San Luis Potosí, el 2 de julio de 2012 entró en las frecuencias 103.9 FM y 540 AM antes estaba en el 96.1 FM de la emisora de MG Radio, el 11 de septiembre de 2014 llega por primera vez a Monterrey, Nuevo León en el 540 AM y 88.5 FM.
En 2018, el grupo radiofónico se declara en quiebra debido a que Televisa dejó de invertir en la radiodifusión en lo cual se ha enfocado en los medios audiovisuales, aparte, la empresa ha estado en una gran crisis financiera que afecta a toda una empresa en lo cual el Instituto Federal de Telecomunicaciones declaró al grupo como un concesionario preponderante en muchos aspectos en lo cual era obligado a deshacerse de algunas pertenencias del corporativo, tomando la decisión de poner en venta al grupo radiofónico, el cual fue adquirido por Grupo Alemán.
Televisa Radio estuvo integrado por 17 estaciones de radio (incluidas 2 estaciones de radio que se adquirió en la licitación tras la reforma en telecomunicaciones y que iniciaron transmisiones en 2019) las cuales son:
Ciudad de México
- W Deportes XEX-AM 730 kHz
- La Q XEQ-AM 940 kHz
- Ke Buena XEQ-FM 92.9 MHz
- W Radio XEW-FM 96.9 MHz / XEW-AM 900 kHz
- Los 40 CDMX XEX-FM 101.7 MHz

Guadalajara, Jalisco
- Radio Gallito XEZZ-AM 760 kHz
- Radio María XELT-AM 920 kHz
- Ke Buena GDL XEBA-FM 97.1 MHz
- W Radio GDL XHWK-FM 101.5 MHz
- Los 40 GDL XEHL-FM 102.7 MHz

Monterrey, Nuevo León
- Los 40 MTY XHWAG-FM 88.5 MHz

Ensenada, Baja California
- Los 40 END XHPSEN-FM 96.9 MHz

Mexicali, Baja California
- Los 40 MXL XHMOE-FM 90.7 MHz

Puerto Vallarta, Jalisco
- Los 40 PVA XHPTOJ-FM 91.1 MHz

San Luis Potosí, San Luis Potosí
- Los 40 SLP XHEWA-FM 103.9 MHz / XEWA-AM 540 kHz

Veracruz, Veracruz
- Los 40 VER XHWB-FM 98.9 MHz

Tras estas decisiones, algunos grupos de radio se declinaron rompiendo coalición con Televisa Radio, en Jalpan, Querétaro (Grupo Edikan Medios) y en Michoacán (Grupo Luna Medios), la Ke Buena se dejaba de emitir, pero en Puebla, Puebla "Los 40" llegaba tras la coalición entre Tribuna Comunicación y Televisa Radio. Pasó el año, se confirmó que no se encontró un proveedor para hacer la venta, sin embargo fue hasta el 17 de julio de 2019, cuando el mismo grupo anunció la venta de su participación del 50% en Sistema Radiópolis a compañías controladas por Miguel Alemán Magnani, propietario de la aerolínea Interjet. Desafortunadamente, y también tan afortunado, se canceló la venta debido a desacuerdos legales y irregularidades en Grupo Alemán y terminó en demandas debido a incumplimiento de compra por parte de Grupo Alemán. Después de que un tribunal, ordenó a Coral que pagara a Televisa, el acuerdo fue renovado y la adquisición se completó el 2 de julio de 2020.
El 25 de agosto de 2020, un grupo de personas las cuales se identificaron como trabajadores del Grupo Coral tomaron por la fuerza las instalaciones de XEW-AM, más tarde, el corporativo dio un comunicado en el cual se menciona la sustitución del director general de las emisoras: Francisco Enrique Cabañas Soria por Miguel Alemán Magnani, acción que desconocía Grupo Prisa y han decidido tomar acciones legales contra Grupo Coral.
Después de 2 años de litigios legales, tanto por la designación no autorizada de Miguel Alemán Magnani como presidente de Radiópolis, además de una deuda pendiente con la sofipo Nuncio Accipients, que forma parte de la Financiera Crédito Real y la firma de abogados Barrister Services, se llegó a un acuerdo de reestructura en las acciones de Radiópolis. Esto en abril de 2022, en dicho acuerdo, se ceden acciones de Radiópolis a Crédito Real y Barrister Services como forma de pago por deudas y gastos en litigios legales, y se llegó a la conclusión de que las 4 empresas operen de manera igual en temas accionarios a Radiópolis.
Por parte de PRISA, declararon que Prisa reafirma su decidida apuesta inversora por México y su presencia en el ámbito de la radio, la prensa y la educación, en un mercado clave para la estrategia del Grupo Radiópolís

## Radiodifusoras afiliadas y descartadas
Estos son los grupos radiofónicos en que Radiópolis (anteriormente Televisa Radio) contó con una alianza:
Grupo Radiorama: En 2003, Televisa Radio y Radiorama firman una alianza estratégica para que en las estaciones de esta se transmita la programación de las cadenas W Radio, Ke Buena y Los 40 Principales en diferentes ciudades del país. En esta coalición se pudo llegar a estas ciudades: Acapulco, Celaya, Chihuahua, Chilpancingo, Ciudad del Carmen, Ciudad Obregón, Ciudad Victoria, Coatzacoalcos, Cuautla, Cuernavaca, Culiacán, Durango, Ensenada, Lázaro Cárdenas, León, Mazatlán, Mexicali, Navojoa, Nogales, Nuevo Laredo, Oaxaca, Parral, Poza Rica, Puebla, Puerto Peñasco, Puerto Vallarta, Querétaro, Reynosa, Salamanca, Tampico, Tecomán, Tehuacán, Tepic, Tierra Blanca, Tijuana, Torreón, Uruapan, Villahermosa y Zihuatanejo desde una emisora con un formato al igual que una posibilidad de dos formatos en la cierta ciudad. No todo fue al mismo tiempo ya que al paso del tiempo en una cierta ciudad se incorporaba la estación a la cadena aparte de que otra estación se desincorporaba de la cadena, un ejemplo fue la fundación de Grupo Larsa Comunicaciones en Sonora. En 2005, Los 40 ya estaba en Navojoa por el 1100 AM, y en Nogales por el 106.7 FM. De hecho, también estaba W Radio en el 1070 AM, más tarde Los 40 llegaba a Ciudad Obregón en el 100.9 FM. Después de que en 2009, Grupo Radiorama adquiere algunas estaciones de Grupo ACIR en Sonora, se crea el grupo dejando fuera a los formatos de Televisa Radio en dichas ciudades cuyo objetivo era desarrollar sus propios formatos, pues el 1100 AM de Navojoa, la 100.9 FM de Ciudad Obregón y más tarde la 106.7 FM de Nogales pasaron al formato de "Sin Límites". Más tarde, en 2015 se confirma un acercamiento entre Televisa Radio y Grupo Larsa Comunicaciones permitiendo que Los 40 regresaran a Navojoa en el 95.5 FM y en Nogales la Ke Buena en el 1300 AM, aunque desafortunadamente, ya había nuevos formatos que se desincorporaron de las cadenas, ya que el grupo desarrolló un nuevo formato llamado "Toño". Otro ejemplo es que en 2015, en Grupo Radiorama sucedieron estos movimientos como nuevos conceptos como "@FM" (Arroba FM) en Mexicali, se da el inicio de este formato por el 104.9 FM. Sin embargo, al paso de los meses el formato llegaba a Acapulco por el 104.7 FM y en Poza Rica por el 94.7 FM. La controversia de Radiorama es que varias estaciones de la cadena Los 40 se desincorporaban de la cadena para la de @FM los cuales fueron las de Torreón, Mazatlán, Culiacán, Poza Rica, Parral, entre otras. Más tarde, en dichas ciudades también se contaba con la presencia de la Ke Buena, pues también se desincorporaban de la cadena para adoptar otros formatos de Radiorama como "La Poderosa", "La Mexicana" o "Fiesta Mexicana". Aún en este grupo se creía que contaba con alguna coalición, pues Los 40 se encuentra en Uruapan en el 93.7 FM y en Oaxaca en el 102.9 FM. Sin embargo, estas dos plazas no cambiaron de formato debido a que integran otro grupo que se creó recientemente en lo cual tiene varias plazas en el país. El grupo lleva el nombre de Corporativo ASG Radio, otro grupo que sale en Radiorama es Grupo Audiorama Comunicaciones y Grupo AS Radio. en Cuernavaca, Radiorama Morelos quedaba dividido en dos grupos, cuatro emisoras formaban el Radiorama Morelos (incluía Los 40 en el 93.3 FM) y el otro grupo de tres emisoras daban la creación de Grupo Audiorama Comunicaciones (incluía la Ke Buena en el 88.5 FM). Al paso de los meses, Grupo Audiorama ya contaba con más estaciones en Acapulco y Chilpancingo en Guerrero, en Ensenada, Mexicali y Tijuana en Baja California y en Puerto Peñasco en Sonora, lo que permitía que los formatos de Televisa Radio estén en dichas ciudades. Sin embargo, al crearse el grupo también se crea el formato de "La Bestia Grupera" en el 104.5 FM en Cuernavaca. En 2014, La Bestia Grupera llega a Chiapas, y más tarde en el Estado de México también se convertía en cadena nacional, lo que provocó que el 1 de julio de 2017, el grupo termina sus relaciones con Televisa Radio registrando más desincorporaciones de las estaciones. Casi un año después, el 28 de mayo de 2018, Grupo Audiorama Comunicaciones vuelve asociarse con esa emisora tras el regreso de Los 40 a León en la frecuencia 93.1 FM, reemplazando a Playlist FM y el 8 de agosto a Tijuana en el 107.7 FM, reemplazando a La Bestia Grupera. Finalmente en Tampico se crea el Grupo AS Comunicación en 2014, en lo cual agrupa ocho estaciones de radio en la ciudad, incluidas la Ke Buena en el 96.9 FM, Los 40 en el 97.7 FM, y W Radio en el 100.9 FM. También agrupa varias estaciones de radio en todo el estado de Tamaulipas (incluida la Ke Buena en Ciudad Victoria por el 96.1 FM, Los 40 en Nuevo Laredo en el 99.3 FM y la Ke Buena en Reynosa por el 1170 AM) y en San Luis Potosí Los 40 en el 103.9 FM hasta diciembre de 2016. La estación se desincorpora del grupo tras un nuevo acuerdo con GlobalMedia. El 3 de junio de 2019, en Ciudad Victoria se deja de emitir la Ke Buena cambiando a Romántica en el 96.1 FM. En noviembre de 2022, la Ke Buena deja de estar en el 1170 AM debido a que la emisora deja de ser parte de Grupo AS Comunicación, y en Tampico el 16 de enero de 2023 hubo cambios de frecuencia, en lo cual la Ke Buena pasaba del 96.9 FM al 90.1 FM. En ese mismo año W Radio deja de emitirse en el 100.9 FM para dar paso a Oreja WFM quedando únicamente el noticiero "Así las Cosas" con Carlos Loret de Mola.
Sin embargo, Grupo Radiorama tenía varios otros grupos lo que también se permitía la llegada de formatos de Televisa Radio, los cuales son:
Alianzas actuales
- Grupo Radiofónico ZER: En 2005, se inicia una coalición de este grupo y Televisa Radio, en lo cual la Ke Buena llegara en el 960 AM a Zacatecas. Sin embargo, la coalición terminó en abril de 2012 cuando la estación ya se transmitía en el 93.3 FM. En octubre de 2014, Los 40 llega a Aguascalientes en el 95.7 FM. Siete años más tarde, en febrero de 2021, llega a Agua Prieta, Sonora por el 99.9 FM tras el fin de coalición entre MVS Radio y dicho grupo radiofónico.
- Núcleo Comunicación del Sureste: En 2008, se crea una coalición entre este grupo y Televisa Radio en lo cual llega la Ke Buena a Campeche por el 1370 AM (más tarde cambia su frecuencia en el 102.7 FM). El 25 de abril de 2015, se decide que la Ke Buena cuente con presencia en el estado a través de Champotón en el 96.7 FM, Escárcega en el 103.9 FM y Palizada en el 106.5 FM (hoy en el 105.7 FM).
- Sigma Radio: En 2013, Grupo Sigma y Televisa Radio crean una coalición, manteniendo la misma identificación de la Ke Buena en el 95.3 FM y Los 40 en el 100.5 FM de Ciudad Delicias que había iniciado en noviembre de 2011 por parte de Radiorama.
- GlobalMedia: El 1 de agosto de 2016, Televisa Radio firma la nueva alianza estratégica con GlobalMedia en lo cual la Ke Buena regresa a la ciudad en el 105.7 FM. En octubre de 2016, terminó la coalición entre GlobalMedia y MVS Radio. Hundred FM cambia a WFM en el 100.1 FM el 16 de enero de 2017, que cuenta con programación de W Radio. También se hizo una valoración para que la estación de Los 40 103.9 FM se incorpore al grupo, el 4 de agosto de 2018 se lanza un concepto de música romántica en inglés y en español VOX "Love Station" en el 96.9 FM. A mediados de 2017, el grupo participa en la reciente licitación a estaciones de radio en el país, ganando así varias licitaciones. A finales de 2019, iniciaron transmisiones en San José Iturbide, Guanajuato por el 90.1 FM con el formato de Los 40 y otras 3 estaciones de AM con el formato de W Radio en León en por el 1030 de AM, Querétaro en el 1310 AM y Zacatecas en el 770 AM. Así mismo, en junio de 2020 en San Luis Potosí se confirmaba que el 100.1 FM también adoptaría el nombre de W Radio. En 2024, llega a San Luis Potosí La "Q" en el 95.7 FM. Y en 2025 llega a San José Iturbide, Guanajuato por el 90.1 FM en lo cual W Radio que reemplazaba a Los 40, y en Querétaro se incorpora W Radio 107.9 de NTR Medios de Comunicación tras un nuevo acuerdo con ese grupo. En abril de 2025 llega La "Q" a Cadereyta de Montes, Qro. por el 93.5 FM.
- Cadena RASA: En 2009, Televisa Radio empezó a hacer alianzas con Cadena RASA, ya que en Michoacán, en Zamora, W Radio llegaría en el 1490 AM y Los 40 en el 88.1 FM. A medianos de 2010, W Radio llega a Mérida ya que inicia transmisiones en el 90.9 FM. Para 2014, Televisa Radio y Cadena RASA hacen coaliciones en más ciudades. En febrero, Los 40 llega a Morelia por el 90.1 FM (más tarde cambiaría al 92.3 FM) y en Apatzingán por el 94.3 FM. El 13 de marzo llega a Tuxtepec, Oaxaca por el 96.9 FM en lo cual Los 40 que reemplazaba a Exa FM que llevaba casi 3 años en esa ciudad. En Mérida, Yucatán, el 17 de mayo de 2015, terminó la alianza con Grupo Rivas que tenía desde 2005 con Televisa Radio, y se dejó de emitir la Ke Buena por el 93.7 FM y Los 40 por el 92.1 FM, y el 1 de junio de este año, inició transmisiones Los 40 en el 96.9 FM y la Ke Buena en el 90.9 FM reemplazando a W Radio, estaciones de Cadena RASA. También en Michoacán crece la presencia de la Ke Buena en otras ciudades del estado, aunque no fue por parte de Cadena RASA, gracias a la coalición entre Grupo Tredi Radio, la Ke Buena llega a Los Reyes por el 92.5 FM y a Huetamo por el 95.5 FM a partir de finales de 2017. También el estado de Michoacán participaba para la licitación de nuevas emisoras de radio en lo cual, Grupo VOX de Morelia gana dos licitaciones, una en Quiroga por el 88.9 FM y otra en Tacámbaro por el 94.5 FM. Las estaciones iniciaron transmisiones con el formato de la Ke Buena a inicios de 2018. El 1 de enero de 2021, concluye el convenio entre Cadena RASA y Radiópolis en Apatzingán y Morelia. En febrero de 2022, regresan a Apatzingán los formatos de Radiópolis, y el 1 de enero de 2023, Los 40 cambió de frecuencia en Mérida, pasando del 96.9 FM al 103.1 FM. El 1 de enero de 2025, Los 40 en Mérida regresa al 96.9 FM después de dos años en el 103.1 FM, tras el fracaso con Heraldo Media Group y Cadena RASA.
- Tribuna Comunicación: En septiembre de 2018, inicia la sociedad entre Tribuna Comunicación y Televisa Radio, en lo cual Los 40 llega por primera vez en el 98.7 FM a Puebla, tras el final de la alianza de MVS Radio y Tribuna Comunicación.
- Radio TV México: En junio de 2017, regresa a Culiacán los formatos de Televisa Radio y forma parte de Radio TV México. En marzo de 2018, en Mazatlán inicia la Ke Buena en el 94.7 FM que anteriormente había estado en el 97.9 FM. En abril de 2020, llega a Vox "Love Station" en el 94.1 FM de Los Mochis. Entre junio y agosto de 2021, finalizó la alianza con Grupo Chávez Radio que tenía desde 2008 y dejaron de emitirse la Ke Buena en el 102.5 FM y Los 40 en el 104.3 FM. En septiembre de 2021, inicia transmisiones la Ke Buena en el 90.1 FM y Los 40 en el 94.1 FM reemplazando a Vox "Love Station", aunque la 94.1 FM cerró el 29 de enero de 2025. Más tarde Los 40 92.9 de Culiacán cerró el 30 de junio de 2025.
- Radio Núcleo: En octubre de 2010, Televisa Radio y Radio Núcleo inician una alianza para transmitir los conceptos de la Ke Buena y Los 40 en ciudades como Villahermosa en Tabasco y Tapachula, Tuxtla Gutiérrez y Arriaga en Chiapas. Al inicio de 2020, el grupo abandona en Villahermosa, Tabasco y las tres estaciones de radio con las que contaba el grupo desde 1970 han sido rentadas a Grupo Radio Comunicación, así mismo, los formatos de Televisa Radio quedaron fuera de esta ciudad. Pero a finales de septiembre, Radio Núcleo toma posesión nuevamente de sus tres estaciones, regresando los formatos Ke Buena y Los 40, más uno nuevo, Vox "Love Station" (más tarde cambia de nombre a Vox FM "Radio Hits"). Más tarde, la 97.3 FM deja de transmitir el 22 de abril de 2025.
- Radiodual: En enero de 2010, se inicia una coalición entre Televisa Radio y este grupo permitiendo que Los 40 llegue a Matamoros por el 97.7 FM.
- Grupo Edikam Medios: En 2016, a varios meses de que la Ke Buena dejó de emitirse en la ciudad de Querétaro, regresa por el 107.1 FM de Jalpan de Serra, tras la coalición entre este grupo y Televisa Radio.
- Multimedios Radio: El 17 de septiembre de 2023, Multimedios Radio y Radiópolis hacen una alianza estratégica de que la Ke Buena llega a Torreón en el 102.7 FM y regresa a Monterrey en el 103.7 FM (que anteriormente había estado en el 90.1 FM, siendo arrendada por Heraldo Media Group), reemplazando las dos estaciones de "FM Tú" por segunda vez. Más tarde llega a Linares en el 104.9 FM, reemplazando a "La Lupe".
- Corporación de Medios e Información: Esta es una coalición más antigua de la cadena, pues en 2004, la Ke Buena llegaba a Oaxaca por el 1080 AM y más tarde se expande el formato por todo el estado. En Juchitán por el 1180 AM, en Loma Bonita por el 750 AM, en Matías Romero por el 660 AM, y en Pinotepa Nacional por el 920 AM (Más tarde las estaciones cambian a FM). También en Salina Cruz, Los 40 llega a través del 97.1 FM y 550 AM (formato que sigue en la actualidad). En 2016, las estaciones cambian de formato a Encuentro Radio, en lo cual incluye programación de W Radio. En octubre de 2020, llega Vox "Love Station" en el 90.1 FM a Juchitán pero se abandonó en abril de 2023.
- Radio Grupo Antonio Contreras: En 2009, este grupo y Televisa Radio llegan al centro de Guanajuato, permitiendo que Los 40 este en el 1080 AM (más tarde cambió al 88.5 FM) y la Ke Buena en el 1560 AM al año siguiente. Después de varios años de ausencia en la ciudad, aunque el 1560 AM se desincorpora en 2015. El 15 de enero de 2025, llega W Radio a Irapuato en el 107.9 FM.
- NTR Medios de Comunicación-Radio Cañon: Lo que empezó como un compraventa, terminaría en coaliciones. En 2017, en ese entonces, Televisa Radio vendía 2 estaciones de AM en Guadalajara, Jalisco a un grupo que estaba teniendo éxito con su marca Star TV, que es similar a Sky México y Dish México, en lo cual da origen al concepto de "Radio Cañón" a través de 820 AM y 1010 AM, en lo cual fue hasta el 16 de septiembre de 2019 en que NTR ya iba a operar las estaciones. El 24 de abril de 2023, sorpresivamente NTR, que contaba con estaciones que concesionaron en varias ocasiones y aparte de que adquirieron la cadena "ABC Radio" de Organización Editorial Mexicana dos años antes, hacen coaliciones con Radiópolis, expandiendo los tres conceptos como "W Radio", "Los 40" y "Ke Buena" a varias ciudades como Chilpancingo, Comitán, Córdoba, Iguala, Mazatlán, Mexicali, Puebla, Querétaro, Tampico, Tapachula, Taxco y Villahermosa, entre muchas otras más, y específicamente en Zacatecas, en donde NTR licitó diversas estaciones tanto de AM, como en FM para todo el estado.
- La radio de Veracruz: No solamente de la mano de Radiorama, Televisa Radio estuvo en Coatzacoalcos, Poza Rica y Tierra Blanca, o con Grupo Avanradio en Xalapa, esta fue una coalición de más años atrás, pues las estaciones que se transmiten en el 101.7 FM (Coatzacoalcos y Veracruz) también adoptaban los formatos que se cambiaron con la 101.7 FM de la Ciudad de México, es decir; VOX FM y Los 40. El grupo se llamó Grupo FM Multimedios, en lo cual agrupaba las dos estaciones de Veracruz que transmitían en el 101.7 FM. En agosto de 2008, Grupo FM decide que Televisa Radio cuente con presencia en las estaciones de Los 40 en Córdoba por el 89.5 FM, la Ke Buena en Tuxpan por el 93.9 FM y Veracruz por el 96.5 FM, y hubo una incorporación de la estación W Radio en el 900 AM. Eso fue de 1999 al 13 de julio de 2011, cuando el grupo decide romper coaliciones con Televisa Radio, excepto Los 40 en Córdoba que dejó en diciembre de 2011, afortunadamente se desincorporó la estación del grupo que estaba en el 900 AM quedándose como remedio con el formato de W Radio cuando ya iniciaba transmisiones en el 98.9 y en diciembre de 2011 dio paso a Los 40. Acerca de Grupo FM, a finales de 2015, el grupo se divide en dos grupos de radio de tres emisoras (Grupo FM y Grupo RN), y en julio de 2016 las dos estaciones que transmiten en el 101.7 FM fueron vendidas a Grupo Radio Digital, aprovechando que la Ke Buena regresaba a Veracruz en el 101.7 FM, aunque anteriormente la Ke Buena ya estaba en Córdoba en el 102.1 FM. Sin embargo, tanto el 102.1 FM y el 101.7 FM cambiaron de formato a principios de 2017, debido a que no se llegó a un acuerdo entre Grupo Radio Digital y Televisa Radio pues terninaron el convenio. Pero no solamente fueron estas coaliciones entre los grupos en el estado, pues en 2012 Televisa Radio y Grupo MS Radio hacen que Los 40 llegue a Martínez de la Torre en el 89.9 FM, y tres años después en Misantla la Ke Buena llegue en el 99.1 FM, y a principios de 2020, llega a Martínez de la Torre en el 107.1 FM. Por otro lado, en octubre de 2008, Televisa Radio y Grupo Avanradio llegan a un acuerdo para transmitir en Xalapa, Veracruz. Los 40 por el 98.5 FM, W Radio por el 550 de AM (más tarde cambiaria su frecuencia por el 93.7 FM) y en julio de 2011 se incorporaría la 610 AM que ya iniciaba transmisiones en el 102.5 FM dando paso a la Ke Buena. A principios de 2012, se hizo una valoración para que la estación Los 40 en Veracruz 98.9 FM se incorpore al grupo que anteriormente había estado en el 101.7 FM a manos de Grupo FM Multimedios. Desafortunadamente, dicho convenio terminó a principios de 2014 y en ese mismo año, Los 40 en Veracruz 98.9 FM se desincorpora del grupo y Televisa Radio - Grupo PRISA retoma sus operaciones de manera indepediente. Después de 5 años de ausencia en Xalapa, se especuló que Grupo Avanradio vuelve asociarse con Televisa Radio, confirmando el regreso de Los 40 a la capital Veracruzana ahora en el 104.1 FM remplazando a Ok 104.1 FM, la realidad de que, a finales de octubre de 2022, se desincorpora del grupo para operar como un nuevo grupo radiofónico, dando como origen a Quatro Media Telecomunicaciones, cuyo dueño sería Carlos Ferraez.

Alianzas anteriores
- MG Radio: En enero de 2008, llega la Ke Buena a San Luis Potosí en el 1070 AM, parte de la alianza con MG Radio e incorporar a W Radio por el 540 AM al grupo en julio de 2009, en septiembre de 2010 dejó de emitir en 1070 AM y la estación pasó a manos de Radiorama. El 22 de febrero de 2011, la Ke Buena inicia transmisiones en el 102.1 FM, y en ese mismo año llega Los 40 en el 96.1 FM. Desafortunadamente, debido a conflictos y desacuerdos legales entre Televisa Radio y MG Radio, dejó de emitirse Los 40 el 1 de abril de 2012 y La Ke Buena dejó de emitir el 16 de junio. De hecho, se desincorporó del grupo la estación W Radio por el 540 AM y 103.9 FM. Sin embargo, el 2 de julio de 2012 dio paso a Los 40, aunque a manos de Grupo AS Radio (un grupo afiliado a Grupo Radiorama en lo cual agruparía las estaciones de Radiorama en San Luis Potosí).
- Grupo Siete: El 27 de febrero de 2009, Televisa Radio y Grupo Siete crean una alianza estratégica para que en las estaciones del grupo transmitiera la programación de la cadena Los 40 en Toluca por el 102.1 FM, y en Pachuca 106.1 FM. Dicha alianza terminó el 1 de enero de 2013, y en 2014, Grupo Siete adquiere el 95.1 FM y 700 AM de Zitácuaro, en lo cual se desincorpora de la cadena "Ke Buena" para pasar a ser "La Jefa". Según las estaciones de Grupo Siete con el formato de "NK" o "Neurotik" fueron afiliadas a Radiorama, pues el grupo esta acostumbrado a rentar sus estaciones de radio dando la explicación que tenía convenios con Grupo Radio Centro, mismos que terminaron a mediados de 2019.
- Grupo Rivas: En 2005, se inicia una coalición para que en Mérida, Yucatán, llega W Radio en el 550 AM, Los 40 en el 92.1 FM y la Ke Buena en el 93.7 FM, más tarde el 550 AM se abandonó al poco tiempo. Desafortunadamente, la coalición de esa alianza terminó el 17 de mayo de 2015, debido a los conflictos legales entre Televisa Radio y Grupo Rivas.
- Respuesta Radiofónica: En julio de 2004, Los 40 llegaban a Querétaro en el 98.7 FM. Sin embargo, en noviembre de 2006, la estación cambia a la Ke Buena durando 10 años, en lo cual después cambia a "La Jefa" a principios de 2016, terminando así el convenio.
- Grupo Luna Medios: Este grupo de radio hizo coalición en 2015. En la ciudad de Chetumal, Quintana Roo, la Ke Buena llegaba por el 99.3 FM aunque solo duró dos años, pero varios meses después, la Ke Buena regresaba a Lázaro Cárdenas por el 98.7 FM y llegaba a Coalcomán por el 95.5 FM de la mano del grupo (ambas ciudades de Michoacán). Desafortunadamente, la coalición con ese grupo terminó en 2018.
- Grupo Chávez Radio: En 2008, inicia la sociedad entre Grupo Chávez Radio y Televisa Radio, por lo cual en Los Mochis, Sinaloa, Los 40 llega en el 770 AM (más tarde cambió al 104.3 FM) y la Ke Buena en el 102.5 FM. Más tarde, Los 40 llega a Guamúchil, Sinaloa por el 92.1 FM, sin embargo en 2014, la estación cambia a la Ke Buena. Desafortunadamente, la coalición terminó al poco tiempo después entre junio y agosto de 2021, debido a que la 104.3 FM fue adquirida por un nuevo grupo de radio que surgiría en Sinaloa, llamado "Vibra FM", se terminó el convenio de manera definitiva.
- Grupo ISA Multimedia: A medianos de 2019, se crea este grupo tras una supuesta división que había en Grupo Larsa Comunicaciones, en lo cual se logra un objetivo de tener 3 estaciones en Hermosillo, Ciudad Obregón y Nogales, en lo cual, ingresan los formatos de Televisa Radio a dichas ciudades. En enero de 2022, se finaliza la alianza de Radiopolis e ISA Medios debido a que las 8 estaciones que formaron parte de ISA Medios pasaban a ser de Grupo Radiorama.
- Grupo Cadena: En 2009, Televisa Radio y Grupo Cadena de Baja California se inicia la alianza para emitir la programación de W Radio para las emisoras 1550 AM en Tijuana, 1010 AM en Ensenada (más tarde 100.3 FM) y 1190 AM en Mexicali. Desafortunadamente, el 22 de mayo de 2022, se termina la coalición debido a que el grupo decide cerrar transmisiones de sus emisoras, y en abril de 2023 se confirmaba que sus estaciones fueron vendidas a otro grupo radiofónico denominado "Esquina 32", devolviendo al aire.
- Grupo Radio Visión: El 3 de enero de 2022, se creó este grupo de coalición que había las estaciones de Radiorama, por lo que los 3 formatos de Radiópolis regresan en Acapulco, Guerrero. Desafortunadamente, se terminó el 28 de marzo de 2024, cuando el grupo decidió romper coaliciones y Grupo Radiorama retoma sus operaciones, mientras que Grupo Radio Visión siendo arrendada. Más tarde, Grupo Radio Visión abandona las estaciones y forma parte de Grupo Radio Comunicación.

## Formatos

### W Radio
Transmite noticias, programas de revista, deportes, turismo, movilidad, cine y autos.

#### Cobertura actual
- XHBB-FM 101.5 MHz / XEBB-AM 600 kHz - Acapulco, Guerrero
- XECCCG-AM 1020 kHz - Cañitas de Felipe Pescador, Zacatecas
- XHCCBQ-FM 92.1 MHz - Chetumal, Quintana Roo
- XHEZUM-FM 105.1 MHz - Chilpancingo, Guerrero
- XEW-FM 96.9 MHz / XEW-AM 900 kHz - Ciudad de México (estación principal)
- XHEVC-FM 104.5 MHz - Córdoba, Veracruz
- XHTIX-FM 100.1 MHz - Cuernavaca, Morelos
- XHWT-FM 97.7 MHz - Culiacán, Sinaloa
- XHCCAU-FM 92.5 MHz - Durango, Durango
- XHPFRZ-FM 94.3 MHz - Fresnillo, Zacatecas
- XHWK-FM 101.5 MHz - Guadalajara, Jalisco
- XHWE-FM 107.9 MHz - Irapuato, Guanajuato
- XEROPJ-AM 1030 kHz - Lagos de Moreno, Jalisco (para León, Guanajuato)
- XHENX-FM 104.3 MHz - Mazatlán, Sinaloa
- XEMMM-AM 940 kHz - Mexicali, Baja California
- XHCE-FM 95.7 MHz - Oaxaca, Oaxaca
- XHEG-FM 92.1 MHz - Puebla, Puebla
- XHPVA-FM 90.3 MHz - Puerto Vallarta, Jalisco
- XHQG-FM 107.9 MHz / XEQRMD-AM 1310 kHz - Querétaro, Querétaro (Con programaciones diferentes en cada frecuencia)
- XHEOQ-FM 91.7 MHz Canal HD3 - Reynosa, Tamaulipas
- XHPSJI-FM 90.1 MHz - San José Iturbide, Guanajuato
- XHPM-FM 100.1 MHz - San Luis Potosí, San Luis Potosí
- XHTAC-FM 91.5 MHz / XETAC-AM 1000 kHz - Tapachula, Chiapas
- XHTOL-FM 102.9 MHz - Toluca, Estado de México
- XHPVTS-FM 98.5 MHz - Tututepec, Oaxaca
- XHKV-FM 88.5 MHz / XEKV-AM 740 kHz - Villahermosa, Tabasco
- XHJH-FM 92.9 MHz - Xalapa, Veracruz
- XEFRTM-AM 770 kHz - Zacatecas, Zacatecas

##### Afiliada
- XHMIA-FM 89.3 MHz - Mérida, Yucatán (Radio Mundo)
- XHS-FM 100.9 MHz - Tampico, Tamaulipas (Oreja WFM)
- XHZTM-FM 89.1 MHz - Zitácuaro, Michoacán (Fantasía W Radio)

#### Estaciones o ciudades descartadas
En estas emisoras se transmitía parte de la programación de W Radio:
- Acapulco, Guerrero
  - XEVP-AM 1030 kHz (cambió a La Mexicana, ahora La Bestia Grupera en el 95.3 de FM)
  - XHPA-FM 93.7 MHz (cambió a Fiesta Mexicana y luego La Ke Buena, ahora La Poderosa de Grupo Radio Comunicación)
  - XHNS-FM 96.9 MHz (cambió a Radio Guerrero, ahora Éxtasis Digital de Grupo Radio Comunicación)
- Chilpancingo, Guerrero XEPI-AM 990 kHz (cambió a Ke Buena, ahora La Bestia Grupera en el 99.7 de FM)
- Chihuahua, Chihuahua XEHES-AM 1040 kHz (cambió a Estéreo Vida, ahora La Patrona de Grupo Bustillos Radio en el 94.1 de FM)
- Ciudad Juárez, Chihuahua XEJPV-AM 1560 kHz (ahora Radio Guadalupana de Grupo MegaRadio)
- Ciudad Obregón, Sonora XEOBS-AM 1070 kHz (cambió a Radio Fórmula, ahora Con Madre en el 92.1 de FM)
- Coatzacoalcos, Veracruz XEGB-AM 960 kHz (cambió a Éxtasis Digital en el 103.5 de FM, ahora La Poderosa de Grupo AS Comunicación)
- Colima, Colima XEVE-AM 1020 kHz (cambió a Éxtasis Digital, ahora Luperrona en el 93.3 de FM)
- Durango, Durango XHDRD-FM 106.1 MHz / XEDRD-AM 820 kHz (ahora Vida Romántica en el 104.5 de FM)
- Ensenada, Baja California XHDX-FM 100.3 MHz (transmitía programas de W Radio con el nombre de Cadena 100.3, ahora Adictiva FM de Grupo E32)
- Jojutla, Morelos XEJPA-AM 1190 kHz (cambió a La Poderosa, ahora Estéreo Vida en el 90.3 de FM)
- Juchitán, Oaxaca XHAH-FM 90.1 MHz (transmitía programas de W Radio con el formato de Encuentro Radio, ahora Radio Hit FM)
- León, Guanajuato XHERZ-FM 93.1 MHz / XERZ-AM 1000 kHz (cambió a @ FM, ahora Los 40)
- Loma Bonita, Oaxaca XHCORO-FM 98.7 MHz (la estación fue cerrada debido a que se decidió a renunciar la concesión)
- Los Mochis, Sinaloa XEMOS-AM 1130 kHz / XHEMOS-FM 94.1 MHz (cambió a Éxtasis Digital y luego Los 40, la estación fue cerrada debido a que se decidió no renovar concesión)
- Matías Romero, Oaxaca XHYG-FM 90.5 MHz (ahora Ke Buena)
- Mazatlán, Sinaloa XHFIL-FM 88.9 MHz / XEFIL-AM 870 kHz (cambió a La Sinaloense, ahora Magia Digital de Grupo Megaradio Networks)
- Mexicali, Baja California
  - XHSOL-FM 89.9 MHz (cambió a Ke Buena, ahora Super 89.9 FM)
  - XED-AM 1050 kHz (cambió a La Gran D de Mexicali y luego transmitió simultáneamente a La Poderosa en el 96.9 de FM, ahora La Gran D de Mexicali de Grupo Cadena Enciso)
- Mérida, Yucatán
  - XEQW-AM 550 kHz (cambió a La Poderosa, ahora La Mejor FM de MVS Radio en el 90.1 de FM)
  - XEMQM-AM 810 kHz / XHMQM-FM 90.9 MHz (ahora Ke Buena)
  - XHPYM-FM 103.1 MHz (transmitía programas de W Radio con el formato de Retro 103.1)
- Minatitlán, Veracruz XEAFQ-AM 1420 kHz (cambió Vida Romántica en el 88.5 de FM, ahora Heraldo Radio de Heraldo Media Group)
- Monterrey, Nuevo León, XEWA-AM 540 kHz (ahora Los 40 en el 88.5 de FM)
- Nogales, Sonora XEXW-AM 1300 kHz (cambió a Xtasis de Grupo Larsa Comunicaciones, ahora KY de Grupo Audiorama Comunicaciones en el 90.3 de FM)
- Nuevo Laredo, Tamaulipas XEWL-AM 1090 kHz (cambió a Romántica, ahora La Poderosa en el 103.7 de FM)
- Pinotepa Nacional, Oaxaca XHPNX-FM 98.1 FM (ahora Ke Buena)
- Poza Rica, Veracruz XEPW-AM 1200 kHz (cambió a @FM en el 94.7 de FM, la estación fue vendida a Studio 101.9, ahora La Mejor FM de MVS Radio)
- Puebla, Puebla
  - XEZAR-AM 920 kHz (cambió a Encuentro 920 AM, ahora @FM en el 96.1 de FM)
  - XECD-AM 1170 kHz (hubo varias veces que su programación estaba basada en la programación de W Radio en lo cual se le llamó Ciudad W aunque anteriormente también se llamaba Radyoro 1170, Radio Oro 1170, etc, actualmente se llama Radio Disney en el 92.9 de FM)
- Puerto Vallarta, Jalisco
  - XENAY-AM 910 kHz (cambió a Los 40 en el 105.1 de FM, ahora Oreja FM)
  - XHPVT-FM 97.5 MHz (ahora Origen HD)
- Reynosa, Tamaulipas XERKS-AM 940 kHz (ahora La Poderosa en el 103.3 de FM)
- Rosarito, Baja California (para Los Ángeles, California, Estados Unidos) XEWW-AM 690 kHz (cambió a U Radio, ahora La Gigante, se desincorporó del Grupo Radiopólis)
- San Luis Potosí, San Luis Potosí
  - XEWA-AM 540 kHz / XHEWA-FM 103.9 (ahora Los 40)
  - XHEI-FM 93.1 MHz (transmitía programas de W Radio con el formato de Romántica)
- Tampico, Tamaulipas
  - XEPAV-AM 1030 kHz (cambió a La Picosita, ahora Fiesta Mexicana en el 91.7 de FM)
  - XERP-AM 1330 kHz (ahora Boom FM en el 104.7 de FM)
- Tehuacán, Puebla
  - XETCP-AM 1230 kHz (cambió a Los 40, ahora Romántica en el 90.7 de FM)
  - XHTE-FM 99.9 MHz (originalmente transmitía programas de W Radio con el formato de Stereo Luz)
- Tepic, Nayarit XEOO-AM 620 kHz (cambió a Los 40 en el 96.1 de FM ahora Love FM)
- Torreón, Coahuila XEGZ-AM 790 kHz (cambió a Milenio Radio, ahora El Viejón, en el 99.5 de FM)
- Veracruz, Veracruz XEWB-AM 900 kHz / XHWB-FM 98.9 (ahora Los 40)
- Xalapa, Veracruz XHKL-FM 93.7 MHz / XEKL-AM 550 kHz (ahora Magia 93.7)
- Villahermosa, Tabasco
  - XEREC-AM 940 kHz (cambió a Romántica y luego pasó a Vida Romántica en el 104.9 de FM, ahora La Lupe de Multimedios Radio)
  - XEVHT-AM 1270 kHz / XHVHT-FM 99.1 (cambió a @FM, luego pasó a Oreja FM, ahora La Rancherita)
- Zamora, Michoacán XHGT-FM 94.1 MHz / XEGT-AM 1490 kHz (ahora Candela FM)

### Los 40
La cadena de radio juvenil más grande del mundo en México operada por Radiópolis, bajo licencia de PRISA, transmite música pop en inglés y español, así como programas temáticos.

#### Cobertura actual
- XHAGE-FM 102.3 MHz - Acapulco, Guerrero
- XHNNO-FM 99.9 MHz - Agua Prieta, Sonora
- XHAGA-FM 95.7 MHz - Aguascalientes, Aguascalientes
- XHBZ-FM 100.5 MHz - Ciudad Delicias, Chihuahua
- XEX-FM 101.7 MHz - Ciudad de México (estación principal)
- XHNE-FM 100.1 MHz - Coatzacoalcos, Veracruz
- XHCTS-FM 95.7 MHz - Comitán, Chiapas
- XHKG-FM 107.5 MHz - Córdoba, Veracruz
- XHJMG-FM 96.5 MHz - Cuernavaca, Morelos
- XHPSEN-FM 96.9 MHz - Ensenada, Baja California
- XEHL-FM 102.7 MHz - Guadalajara, Jalisco
- XHCN-FM 88.5 MHz - Irapuato, Guanajuato
- XHERZ-FM 93.1 MHz - León, Guanajuato
- XHHU-FM 89.9 MHz - Martínez de la Torre, Veracruz
- XHVOX-FM 98.7 MHz - Mazatlán, Sinaloa
- XEEW-FM 97.7 MHz - Matamoros, Tamaulipas
- XHUL-FM 96.9 MHz - Mérida, Yucatán
- XHMOE-FM 90.7 MHz - Mexicali, Baja California
- XHWAG-FM 88.5 MHz - Monterrey, Nuevo León
- XHNK-FM 99.3 MHz - Nuevo Laredo, Tamaulipas
- XHOCA-FM 89.7 MHz - Oaxaca, Oaxaca
- XHPPLY-FM 96.1 MHz - Playa del Carmen, Quintana Roo (con estudios en Cancún)
- XHPBA-FM 98.7 MHz - Puebla, Puebla
- XHPTOJ-FM 91.1 MHz - Puerto Vallarta, Jalisco
- XHQG-FM 107.9 MHz - Santiago de Querétaro, Querétaro (Próximamente)
- XHHLL-FM 97.1 MHz - Salina Cruz, Oaxaca
- XHEWA-FM 103.9 MHz / XEWA-AM 540 kHz - San Luis Potosí, San Luis Potosí
- XHRW-FM 97.7 MHz - Tampico, Tamaulipas
- XHEZZZ-FM 99.5 MHz - Tapachula, Chiapas
- XHTXO-FM 92.9 MHz - Taxco, Guerrero
- XHERK-FM 104.9 MHz - Tepic, Nayarit
- XHTGZ-FM 96.1 MHz - Tuxtla Gutiérrez, Chiapas
- XHENI-FM 93.7 MHz - Uruapan, Michoacán
- XHWB-FM 98.9 MHz - Veracruz, Veracruz
- XHEPAR-FM 101.5 MHz - Villahermosa, Tabasco
- XHGR-FM 104.1 MHz - Xalapa, Veracruz
- XHZN-FM 88.1 MHz - Zamora, Michoacán

#### Estaciones o ciudades descartadas
- Acapulco, Guerrero
  - XHACD-FM 92.1 MHz / XEACD-AM 550 kHz (cambió a Retro FM de Grupo Audiorama Comunicaciones, ahora Voces 92.1)
  - XHCI-FM 104.7 MHz (ahora Romántica de Grupo Radio Comunicación)
- Apatzingán, Michoacán XHCJ-FM 94.3 MHz / XECJ-AM 970 kHz (cambió a La CJ, ahora Ke Buena)
- Celaya, Guanajuato XHY-FM 96.7 MHz (cambió a Radio Lobo de Corporación Bajío ahora Stereo Cristal)
- Chihuahua, Chihuahua XHDI-FM 88.5 MHz / XEDI-AM 1360 kHz (cambió a La Nueva, ahora @FM)
- Ciudad Obregón, Sonora
  - XHSM-FM 100.9 MHz (cambio a Sin Límites de Grupo Larsa Comunicaciones, ahora La Poderosa de Grupo AS Comunicación)
  - XHESO-FM 104.9 MHz (ahora @FM)
- Ciudad del Carmen, Campeche XHBCC-FM 100.5 MHz / XEBCC-AM 1020 kHz (cambió a La Mejor FM de MVS Radio, ahora La Reverenda del Corporativo Rivas)
- Coatzacoalcos, Veracruz
  - XHTD-FM 101.7 MHz (cambió a Mar FM de Grupo FM Multimedios, ahora Soy FM de Valanci Media Group)
  - XHGB-FM 103.5 MHz (cambió a Retro FM de Grupo Audiorama, ahora La Poderosa de Grupo AS Comunicación)
- Cuernavaca, Morelos
  - XHNG-FM 98.1 MHz (cambió a Éxtasis Digital, ahora Súper)
  - XHTB-FM 93.3 MHz (ahora @ FM)
- Culiacán, Sinaloa
  - XHENZ-FM 92.9 MHz (cerró la estación debido a que se decidió no renovar concesión)
  - XHIN-FM 95.3 MHz (cambió a @FM, ahora La Plakosa)
  - XHWS-FM 102.5 MHz (se desincorporó de Grupo Radiorama cambiándose a Switch FM de Grupo Megaradio Networks, ahora La Bestia Grupera, administrada por RSN)
- Durango, Durango XHOH-FM 107.7 MHz (ahora @FM en el 99.7 de FM)
- Ensenada, Baja California XHAT-FM 101.1 MHz (cambió a Súper, ahora Estéreo Sol de Grupo Cadena Enciso)
- Fortín, Veracruz XHFTI-FM 89.5 MHz (cambió a Vive FM de Grupo FM Multimedios, ahora La Lupe de Multimedios Radio)
- Guamúchil, Sinaloa XHGML-FM 92.1 MHz (cambió a Ke Buena, después Vibra Radio y ahora La Maxi)
- Hermosillo, Sonora XHESON-FM 88.9 MHz (ahora La Poderosa)
- Iguala, Guerrero XEIG-AM 880 kHz (cambió a La Grande de Iguala en el 106.5 de FM, ahora La Mejor FM de MVS Radio)
- León, Guanajuato XHSD-FM 99.3 MHz / XESD-AM 1530 kHz (ahora @FM)
- Los Mochis, Sinaloa
  - XHEMOS-FM 94.1 MHz (cerró la estación debido a que se decidió no renovar concesión)
  - XHREV-FM 104.3 MHz (ahora Vibra Radio)
- Mazatlán, Sinaloa XHZS-FM 100.3 MHz (cambió a @FM, ahora Stereo Uno de Luz Network)
- Mérida, Yucatán
  - XHMYL-FM 92.1 MHz / XEMYL-AM 1000 kHz (cambió a So Good, ahora MYL FM del Corporativo Rivas)
  - XHPYM-FM 103.1 MHz (regresó a Retro 103.1 de Cadena RASA)
- Morelia, Michoacán
  - XHLQ-FM 90.1 MHz / XELQ-AM 570 kHz (ahora Candela de Cadena RASA)
  - XHLY-FM 92.3 MHz (ahora 2025 FM)
- Navojoa, Sonora XENAS-AM 1100 kHz (ahora KY de Grupo Audiorama Comunicaciones en el 95.5 FM)
- Nogales, Sonora
  - XHSN-FM 106.7 MHz (cambió a Sin Límites de Grupo Larsa Comunicaciones, ahora Studio de Grupo Radiorama)
  - XHHN-FM 89.9 MHz / XEHN-AM 1130 kHz (ahora @FM)
- Oaxaca, Oaxaca XHYN-FM 102.9 MHz (cambió a Estéreo Joven, ahora Retro 102.9)
- Pachuca, Hidalgo XHPCA-FM 106.1 MHz (cambió a Más Radio, ahora Crystal FM)
- Parral, Chihuahua XHHHI-FM 99.3 MHz / XEHHI-AM 640 kHz (cambió a @FM; cerró la estación debido a que se decidió no renovar concesión)
- Poza Rica, Veracruz XHPR-FM 102.7 MHz / XEPR-AM 1020 kHz (cambio a Éxtasis Digital, la estación fue vendida a Studio 101.9, ahora Globo de MVS Radio)
- Puerto Peñasco, Sonora XHPPO-FM 106.1 MHz (ahora Súper en el 93.5)
- Puerto Vallarta, Jalisco XHNAY-FM 105.1 MHz / XENAY-AM 910 kHz (cambió a @FM, ahora Oreja FM)
- Querétaro, Querétaro XHMQ-FM 98.7 MHz (cambió a Ke Buena, ahora La Jefa de Respuesta Radiofónica)
- Reynosa, Tamaulipas XHRI-FM 102.9 MHz / XERI-AM 810 kHz (regresó a Radio Rey)
- San José Iturbide, Guanajuato XHPSJI-FM 90.1 MHz  (ahora W Radio)
- San Luis Potosí, San Luis Potosí XHOB-FM 96.1 MHz (regresó a Factor 96.1)
- Tampico, Tamaulipas
  - XHHF-FM 96.9 MHz (cambió a Ke Buena, ahora La Poderosa de Grupo AS Comunicación)
  - XHPP-FM 93.5 MHz (cambió a Xtrema, ahora @FM)
- Tecomán, Colima XHTY-FM 91.3 MHz / XETY-AM 1390 kHz (cambió a Eres 91.3, ahora @FM)
- Tehuacán, Puebla XHTCP-FM 90.7 MHz (ahora Romántica)
- Tepic, Nayarit XHEOO-FM 96.1 MHz / XEOO-AM 620 kHz (cambió a @FM, ahora Love FM)
- Tijuana, Baja California XHRST-FM 107.7 MHz (cambió a Más Flo, ahora El Sol)
- Toluca, Estado de México XHTOM-FM 102.1 MHz (cambió a Más Radio, ahora Radio Disney)
- Torreón, Coahuila XHTJ-FM 94.7 MHz / XETJ-AM 570 kHz (cambió a @FM, ahora La Voz)
- Tulancingo, Hidalgo XHTNO-FM 96.3 MHz (ahora Ultra FM en el 102.9 de FM)
- Tuxtepec, Oaxaca XHUH-FM 96.9 MHz (cambió a FM Globo de MVS Radio, ahora Universal FM)
- Uruapan, Michoacán XHURM-FM 102.1 MHz (ahora La Mexicana)
- Veracruz, Veracruz XHPR-FM 101.7 MHz (cambió a Soy FM de Grupo FM Multimedios, ahora La Nueva Soy FM de Valanci Media Group)
- Xalapa, Veracruz XHWA-FM 98.5 MHz (Cambió a One FM, ahora Digital 98.5 de Grupo Avanradio)
- Zihuatanejo, Guerrero XHUQ-FM 101.9 MHz (cambió a Ke Buena, ahora Variedades FM)

### W Deportes
Transmite eventos e información deportiva. Transmite noticias, programas de revista y deportes.

#### Historia
El concepto de W Deportes tuvo como antecedente a inicios de 1998 al existir una programación de deportes en la estación XEFR-AM 1180 kHz del Grupo ACIR bajo el nombre de Super Deportiva 1180 AM, y que duró ésta en el aire hasta el 31 de diciembre de 2001. Este formato transmitió el Mundial de Francia 1998 y los Juegos Olímpicos de Sídney 2000.
Posteriormente, Francisco Javier González y su equipo de trabajo lograron un acuerdo con Alejandro Burillo Azcarraga, dueño del Grupo Pegaso, para producir programación deportiva para radio. Para llevar a cabo dicho propósito, rentaron a partir del 2 de enero de 2002 la estación XELA-AM 830 kHz al Grupo Imagen, dando como resultado que la música clásica que se escuchó por más de 61 años en la frecuencia de XELA, "Buena música desde la Ciudad de México" fuera desplazada por programación deportiva.
Al terminar el Mundial de Corea-Japón 2002, y a principios del mes de agosto de ese mismo año, el concepto Estadio W 830 AM se muda a la estación XEPH-AM 590 kHz de NRM Comunicaciones llamándose Estadio 590 AM. Este cambio posiblemente fue consecuencia a que Grupo Imagen vendió su estación en los 830 kHz a la empresa conocida actualmente como Grupo Radiodifusoras Capital, propiedad del Grupo MAC.
Y en 2004, debido al cambio de frecuencias en NRM Comunicaciones, el concepto Estadio W se muda de frecuencia y de empresa radiofónica, llega a Televisa Radio para transmitirse en la estación XEX-AM 730 kHz,  conocida como Estadio W, y en enero de 2007, Estadio W se expandió a Guadalajara, Jalisco en la frecuencia 1010 kHz y estuvieron en televisión bajo el nombre de Estadio TV que se transmitió por el canal 501 de SKY y por el Canal 27 para el sur de California. Desde el 22 de julio de 2009, "Estadio TV" se transformó a "Televisa Deportes Network" conocido por sus siglas como TDN.
A partir del 2 de enero de 2012, Estadio W se convierte en Televisa Deportes W 'TDW', en concordancia con el canal TDN
Algunos programas y transmisiones de TDN se transmiten por radio en dúplex por esta estación.
Desde el 6 de enero de 2017, la estación XEX-AM adopta el nombre comercial W Deportes.

#### Cobertura actual
- XEX-AM 730 kHz - Ciudad de México

#### Estación o ciudad descartada
- XEHL-AM 1010 kHz - Guadalajara, Jalisco (ahora Radio Cañón, en combo con XEBA-AM 820 kHz, se desincorporó de Radiopólis)

##### Cobertura para transmisiones deportivas
En esta sección, se enlistan las estaciones de radio que transmiten eventos deportivos que se emiten en W Deportes y W Radio como, por ejemplo, el fútbol, partidos de la selección mexicana y la Copa del Mundo.
- Radio Mensajera XHXR-FM 100.5 MHz - Ciudad Valles, San Luis Potosí
- W Radio XHWK-FM 101.5 MHz - Guadalajara, Jalisco
- La Picosa XHYA-FM 91.9 MHz - Irapuato, Guanajuato
- Éxitos 98.9 XHAMO-FM 98.9 MHz - Irapuato, Guanajuato
- W Radio XHWE-FM 107.9 MHz - Irapuato, Guanajuato
- W Radio XEROPJ-AM 1030 kHz - Lagos de Moreno, Jalisco (para León, Guanajuato)
- La Poderosa RPL XHRPL-FM 93.9 MHz - León, Guanajuato
- Radio Mundo XHMIA-FM 89.3 FM - Mérida, Yucatán
- Los 40 XHWAG-FM 88.5 MHz - Monterrey, Nuevo León
- RG La Deportiva XHERG-FM 92.9 MHz / XERG-AM 690 kHz - Monterrey, Nuevo León
- Candela FM XHLQ-FM 90.1 MHz - Morelia, Michoacán
- 2025 FM XHLY-FM 92.3 MHz - Morelia, Michoacán
- W Radio XHPVA-FM 90.3 MHz - Puerto Vallarta, Jalisco
- W Radio XHEG-FM 92.1 MHz / XEEG-AM 1280 kHz - Puebla de Zaragoza, Puebla
- La Estación Familiar XEMAS-AM 1560 kHz - Salamanca, Guanajuato
- W Radio XHPM-FM 100.1 MHz - San Luis Potosí, San Luis Potosí
- W Radio XHPSJI-FM 90.1 MHz - San José Iturbide, Guanajuato
- W Radio XHQG-FM 107.9 MHz - Querétaro, Querétaro
- Oreja WFM XHS-FM 100.9 MHz - Tampico, Tamaulipas
- W Radio XEQRMD-AM 1310 kHz - Querétaro, Querétaro
- W Radio XEFRTM-AM 770 kHz - Zacatecas, Zacatecas

### La Ke Buena
Transmite música grupera y es propiedad de Radiópolis.

#### Cobertura actual
- XHMAR-FM 98.5 MHz / XEMAR-AM 710 kHz - Acapulco, Guerrero
- XHEVZ-FM 93.9 MHz - Acayucan, Veracruz
- XHCJ-FM 94.3 MHz - Apatzingán, Michoacán
- XHEMG-FM 94.3 MHz - Arriaga, Chiapas
- XHPCMQ-FM  92.3 MHz - Cadereyta de Montes, Querétaro
- XECCBY-AM 1250 kHz - Cadereyta de Montes, Querétaro (Próximamente)
- XHAC-FM 102.7 MHz - Campeche, Campeche
- XHCCAT-FM 93.7 MHz - Canatlán, Durango
- XHCCCX-FM 88.1 MHz - Cañitas de Felipe Pescador, Zacatecas
- XHESE-FM 96.7 MHz - Champotón, Campeche
- XHDCH-FM 95.3 MHz - Ciudad Delicias, Chihuahua
- XHCCBC-FM 91.9 MHz - Ciudad Hidalgo, Michoacán
- XEQ-FM 92.9 MHz - Ciudad de México (estación principal)
- XHLU-FM 93.5 MHz - Ciudad Serdán, Puebla
- XHCMM-FM 95.5 MHz - Coalcomán, Michoacán
- XHOM-FM 107.5 MHz - Coatzacoalcos, Veracruz
- XHFRT-FM 92.5 MHz - Comitán, Chiapas
- XHPORO-FM 101.3 MHz - Concepción del Oro, Zacatecas
- XHCMR-FM 105.3 MHz - Cuernavaca, Morelos
- XHBL-FM 91.9 MHz - Culiacán, Sinaloa
- XHCCAV-FM 94.9 MHz - Durango, Durango
- XHCCCD-FM 98.5 MHz - El Fuerte, Sinaloa
- XHESC-FM 103.9 MHz - Escárcega, Campeche
- XHCCFE-FM 91.9 MHz - Fresnillo, Zacatecas
- XEBA-FM 97.1 MHz - Guadalajara, Jalisco
- XHPGVS-FM 89.9 MHz - Guasave, Sinaloa
- XHENG-FM 97.5 MHz - Huauchinango, Puebla
- XHIGA-FM 93.9 MHz - Iguala, Guerrero
- XHOV-FM 97.3 MHz - Ixhuatlancillo, Veracruz
- XHQH-FM 106.7 MHz - Ixmiquilpan, Hidalgo
- XHPJAL-FM 103.9 MHz - Jalpa, Zacatecas
- XHJAQ-FM 107.1 MHz - Jalpan, Querétaro
- XHCJZ-FM 105.1 MHz, Jiménez, Chihuahua
- XHLJ-FM 105.7 MHz - Lagos de Moreno, Jalisco / León, Guanajuato
- XHLN-FM 104.9 MHz - Linares, Nuevo León
- XHMIL-FM 90.1 MHz - Los Mochis, Sinaloa
- XHST-FM 94.7 MHz - Mazatlán, Sinaloa
- XHHTY-FM 107.1 MHz - Martínez de la Torre, Veracruz
- XHYG-FM 90.5 MHz - Matías Romero, Oaxaca
- XHMQM-FM 90.9 MHz - Mérida, Yucatán
- XHABCA-FM 101.3 MHz - Mexicali, Baja California
- XHEPT-FM 99.1 MHz - Misantla, Veracruz
- XHMDA-FM 104.9 MHz - Monclova, Coahuila
- XHTKR-FM 103.7 MHz - Monterrey, Nuevo León
- XHARE-FM 97.7 MHz - Ojinaga, Chihuahua
- XHTH-FM 105.7 MHz - Palizada, Campeche
- XHEOB-FM 91.3 MHz - Pichucalco, Chiapas
- XHPINO-FM 102.5 MHz - Pinos, Zacatecas
- XHPNX-FM 98.1 MHz - Pinotepa Nacional, Oaxaca
- XHEPA-FM 89.7 MHz / XEPA-AM 1010 kHz - Puebla, Puebla
- XHPNVO-FM 93.3 MHz - Pueblo Nuevo, Durango
- XHPTOM-FM 100.3 MHz - Puerto Morelos, Quintana Roo (con estudios en Cancún)
- XHCJU-FM 95.9 MHz - Puerto Vallarta, Jalisco
- XHPQGA-FM 88.9 MHz - Quiroga, Michoacán  (con estudios en Morelia)
- XHPRIO-FM 98.7 MHz - Río Grande, Zacatecas
- XHSK-FM 100.7 MHz - Ruiz, Nayarit
- XHBM-FM 105.7 MHz / XEBM-AM 820 kHz - San Luis Potosí, San Luis Potosí
- XHPSBZ-FM 92.3 MHz - Sombrerete, Zacatecas
- XHPTAC-FM 94.5 MHz - Tacámbaro, Michoacán
- XHMU-FM 90.1 MHz - Tampico, Tamaulipas
- XHETS-FM 94.7 MHz - Tapachula, Chiapas
- XHXC-FM 96.1 MHz - Taxco, Guerrero
- XHFJ-FM 95.1 MHz - Teziutlán, Puebla
- XHTGO-FM 90.1 MHz  / XETGO-AM 1100 kHz - Tlaltenango, Zacatecas
- XHRCA-FM 102.7 MHz - Torreón, Coahuila (para Gómez Palacio, Durango)
- XHUD-FM 100.1 MHz - Tuxtla Gutiérrez, Chiapas
- XHCCFJ-FM 92.9 MHz - Valparaíso, Zacatecas
- XHQQQ-FM 89.3 MHz - Villahermosa, Tabasco

#### Estaciones o ciudades descartadas
- Acapulco, Guerrero
  - XHPO-FM 103.9 MHz (ahora Buenísiima)
  - XHNS-FM 96.9 MHz (cambió a La Más Picuda, ahora Éxtasis Digital de Grupo Radio Comunicación)
  - XHPA-FM 93.7 MHz (ahora La Poderosa de Grupo Radio Comunicación)
- Aguascalientes, Aguascalientes XHAC-FM 106.9 MHz / XEAC-AM 1400 kHz (cambió a Azul FM, ahora Radio Fórmula Aguascalientes)
- Atotonilco, Jalisco XHHE-FM 105.5 MHz (ahora La Z de Grupo Radio Centro)
- Ciudad Acuña, Zaragoza XHHAC-FM 100.7 MHz (ahora La Mejor de MVS Radio)
- Ciudad del Carmen, Campeche XEMAB-AM 950 kHz (cambió a La Poderosa en el 101.3 de FM, ahora Globo de MVS Radio)
- Ciudad de México
  - XEX-AM 730 kHz (ahora W Deportes)
  - XEQ-AM 940 kHz (un tiempo transmitió el formato pero con música tropical; más adelante cambió a ser repetidora del 92.9 FM. Ahora es La Q 940 AM)
  - XECO-AM 1380 kHz (un tiempo transmitió en modo combo con la Ke Buena 92.9 FM de la Ciudad de México; ahora es Romántica)
- Ciudad Obregón, Sonora XHOBS-FM 92.1 MHz (ahora Con Madre)
- Ciudad Victoria, Tamaulipas XHTAM-FM 96.1 MHz / XETAM-AM 640 kHz (ahora Romántica de Grupo AS Comunicación)
- Chetumal, Quintana Roo XHQAA-FM 99.3 MHz (ahora La Bestia Grupera)
- Chilpancingo, Guerrero
  - XHCHG-FM 107.1 MHz / XECHG-AM 680 kHz (ahora Súper en el 102.7 de FM)
  - XHEPI-FM 99.7 MHz (ahora La Bestia Grupera)
- Coatzacoalcos, Veracruz XHAFA-FM 99.3 MHz / XEAFA-AM 760 kHz (cambió a La Bestia Grupera, ahora La Lupe de Multimedios Radio)
- Córdoba, Veracruz
  - XHAG-FM 102.1 MHz (cambió a Stereo Joya de Valanci Media Group, ahora Globo de MVS Radio)
  - XHEVC-FM 104.5 MHz (ahora W Radio)
- Cuautla, Morelos XHCMR-FM 105.3 MHz (cambió a Capital FM de Grupo Radiodifusoras Capital y luego pasó a Lokura FM del mismo grupo, ahora regresó a Ke Buena pero para Cuernavaca)
- Cuernavaca, Morelos XHCM-FM 88.5 MHz (ahora Buenísiima)
- Durango, Durango XHWX-FM 98.1 MHz / XEWX-AM 660 kHz (ahora La Poderosa)
- Ensenada, Baja California XHEBC-FM 97.9 MHz / XEEBC-AM 730 AM (cambió a Fiesta Mexicana y luego pasó a @FM, ahora Play FM de Grupo Cadena Enciso)
- Guamúchil, Sinaloa XHGML-FM 92.1 MHz (cambió a Vibra Radio, ahora La Maxi)
- Hermosillo, Sonora XHVSS-FM 101.1 MHz (ahora @FM)
- Huetamo, Michoacán XHKN-FM 95.5 MHz (ahora La Raza)
- Juchitán, Oaxaca XHTEKA-FM 91.7 MHz (ahora Radio Teka)
- Los Mochis, Sinaloa XHMAX-FM 102.5 MHz (ahora La Maxi)
- Loma Bonita, Oaxaca XHCORO-FM 98.7 MHz (cerró la estación debido a que se decidió renunciar a la concesión)
- Los Reyes, Michoacán XHGQ-FM 92.5 MHz (ahora La Raza)
- Lázaro Cárdenas, Michoacán
  - XHLCM-FM 95.7 MHz / XELCM-AM 920 AM (ahora La Poderosa de Grupo AS Comunicación)
  - XHEOJ-FM 98.7 MHz (cambió a Radio Horizonte, ahora Radio Centro 98.7 de Grupo Radio Centro)
- Mazatlán, Sinaloa
  - XHVU-FM 97.1 MHz / XEVU-AM 720 kHz (cambió a Magia, ahora La Morrita de Luz Networks)
  - XHMMS-FM 97.9 MHz (cambió a La Bestia Grupera, ahora Globo de RSN Radio y MVS Radio)
- Mérida, Yucatán XHMRI-FM 93.7 MHz (ahora La Reverenda)
- Mexicali, Baja California
  - XHSOL-FM 89.9 MHz (cambió a 89.9 Only Hits, ahora Super 89.9 FM)
  - XEZF-AM 850 kHz (ahora Buenísima)
- Montemorelos, Nuevo León XHMSN-FM 100.1 MHz (ahora Dominio Radio desde Monterrey en el 96.5 de FM)
- Monterrey, Nuevo León
  - XEWA-AM 540 kHz (cambió a W Azul y Plata, ahora Los 40 en el 88.5 de FM)
  - XHCHL-FM 90.1 MHz (ahora La Ranchera de Monterrey de Núcleo Radio Monterrey)
- Nogales, Sonora
  - XEHN-AM 1130 kHz (cambió a Futura, ahora @FM en el 89.9 FM)
  - XEXW-AM 1300 kHz (cambió a La Bestia Grupera, ahora KY de Grupo Audiorama Comunicaciones en el 90.3 de FM)
  - XHCG-FM 89.5 MHz / XECG-AM 1240 kHz (ahora La Poderosa)
- Nuevo Laredo, Tamaulipas
  - XHAS-FM 101.5 MHz / XEAS-AM 1410 kHz (ahora Fiesta Mexicana)
  - XEWL-AM 1090 kHz (cambió a Romántica, ahora La Poderosa en el 103.7 FM de Grupo AS Comunicación)
- Oaxaca, Oaxaca XHCE-FM 95.7 MHz / XECE-AM 1200 kHz (cambió a Encuentro Radio, ahora W Radio)
- Parral, Chihuahua XHHB-FM 107.1 MHz / XEHB-AM 730 kHz (cambió a La Mexicana, ahora La Más Picuda en el 104.7)
- Piedras Negras, Coahuila XHSL-FM 99.1 MHz (ahora La Mejor FM de MVS Radio)
- Puerto Vallarta, Jalisco XHPVJ-FM 94.3 MHz / XEPVJ-AM 1110 kHz (cambió a Fiesta Mexicana, ahora La Poderosa de Grupo AS Comunicación)
- Querétaro, Querétaro
  - XEGX-AM 800 kHz (cambió a Fiesta Mexicana, ahora La Mejor desde San Luis de la Paz, Guanajuato en el 92.5 de FM)
  - XHMQ-FM 98.7 MHz (ahora La Jefa)
- Reynosa, Tamaulipas XERT-AM 1170 kHz (cambió a La Raza de Grupo Radio Avanzado, ahora La Más Picuda de Grupo Radiorama)
- Salamanca, Guanajuato
  - XESAG-AM 1040 kHz (ahora Radio Lobo en el 92.5 FM de Corporación Bajio)
  - XEMAS-AM 1560 kHz (ahora WE Radio)
- San Luis Potosí, San Luis Potosí
  - XEWA-AM 540 kHz (cambió a W Azul y Plata, ahora Los 40 en el 103.9 de FM)
  - XEEI-AM 1070 kHz (cambió a La Poderosa, ahora Romántica en el 93.1 de FM de Grupo AS Comunicación)
  - XHESL-FM 102.1 MHz (cambió a La Z, ahora Exa FM de MVS Radio)
- San Luis Río Colorado, Sonora XHLPS-FM 102.5 MHz (ahora Fuerza Latina 102.5 de OIR)
- Tampico, Tamaulipas XHHF-FM 96.9 MHz (ahora La Poderosa de Grupo AS Comunicación)
- Tantoyuca, Veracruz

XHCCCR-FM 88.1 MHz (ahora El Viejon)
- Tecomán, Colima XHECO-FM 90.5 MHz (ahora La Bestia Grupera)
- Tehuacán, Puebla XHTE-FM 99.9 MHz (regresó a Stereo Luz)
- Tepic, Nayarit XHNF-FM 97.7 MHz (cambió a Ráfaga, ahora La Nayarita)
- Tlalmanalco, Estado de México XEWF-AM 540 kHz (un tiempo transmitió en modo combo con la Ke Buena 92.9 FM de la Ciudad de México; más adelante cambió de programación, ahora como La Poderosa del Oriente; hoy es La Bestia Grupera de Grupo Audiorama Comunicaciones)
- Tierra Blanca, Veracruz XHTBV-FM 100.9 MHz / XETBV-AM 1260 kHz (ahora La Bestia Grupera)
- Torreón, Coahuila XHDN-FM 101.1 MHz / XEDN-AM 600 kHz (cambió a La Dinámica, ahora Wow 101.1)
- Tuxpan, Veracruz XHTXA-FM 93.9 MHz (ahora Soy FM)
- Veracruz, Veracruz
  - XHRN-FM 96.5 MHz (regresó a RN 96.5, más tarde ahora Más Latina de Radio Networks)
  - XHPR-FM 101.7 MHz (cambió a Pop FM, ahora Soy 101.7 de Valanci Media Group)
- Xalapa, Veracruz XHJA-FM 102.5 MHz / XEJA-AM 610 kHz (ahora La Neta)
- Zacatecas, Zacatecas XEXZ-AM 960 kHz (ahora Lupe 933, en el 93.3 de FM)
- Zihuatanejo, Guerrero
  - XHZHO-FM 98.5 MHz (cambió a La Nueva, ahora Globo de MVS Radio)
  - XHUQ-FM 101.9 MHz (cambió a Adictiva, ahora Variedades FM)
- Zitácuaro, Michoacán 95.1 MHz / 700 kHz (cambió a La Grande de Michoacán, ahora La Mejor FM de MVS Radio)

### La Q
Transmite música tropical, música regional mexicana y balada romántica del recuerdo.

#### Cobertura actual
- XHCCBL-FM 93.5 MHz - Cadereyta de Montes, Querétaro
- XEQ-AM 940 kHz - Ciudad de México (estación principal)
- XHCCBA-FM 96.7 MHz - Puerto Vallarta, Jalisco (Próximamente)
- XEQRMD-AM 1310 kHz - Querétaro, Querétaro (Próximamente)
- XHCCBY-FM 95.7 MHz - San Luis Potosí, San Luis Potosí
- XECCBB-AM 1590 kHz - San Francisco del Rincón, Guanajuato
- XECCBU-AM 1290 kHz - Salvatierra, Guanajuato
- XHSAT-FM 90.1 MHz - Villahermosa, Tabasco
- XECCCN-AM 640 kHz - Calera, Zacatecas

### VOX FM Radio Hits
Emite música pop retro en inglés y en español.

#### Cobertura actual
- XHABCJ-FM 95.9 MHz - Guadalajara, Jalisco
- XHOD-FM 96.9 MHz - San Luis Potosí, San Luis Potosí
- XHTOT-FM 89.3 MHz - Tampico, Tamaulipas

#### Estaciones o ciudades descartadas
- Córdoba, Veracruz XHAG-FM 102.1 MHz (regresó a Globo de MVS Radio)
- Juchitán, Oaxaca XHAH-FM 90.1 MHz (ahora Radio Hit)
- Los Mochis, Sinaloa XHEMOS-FM 94.1 MHz (cambió a Los 40, cerró la estación debido a que se decidió no renovar concesión)
- Villahermosa, Tabasco XHVB-FM 97.3 MHz (regresó a Extremo 97.3 FM)

### Radio Gallito
Emite música popular (Bolero, Balada, Banda, Rancheras, Norteñas, Mariachi, Tangos, Valces, Corridos, Cumbia, Duranguense, Salsa y Trova yucateca). Transmite noticias, programas de revista y deportes. 
Cobertura
- XEZZ-AM 760 kHz - Guadalajara, Jalisco

### Radio María
Transmite programación religiosa. La estación es propiedad de Radiópolis, pero operada por la Fundación Cultural para la Sociedad Mexicana Asociada a Familia Mundial de Radio María y Radio Vaticano.
Cobertura
- XELT-AM 920 kHz - Guadalajara, Jalisco